# No Exit
|  | Denne artikel er oprettet af botten PalnaBot ud fra en ekstern database. Den kan derfor have sproglige fejl eller mangler. Denne skabelon kan fjernes efter kontrol af indholdet. |

No Exit er en kortfilm instrueret af Jesper Isaksen efter manuskript af Tommy Oksen, Jesper Isaksen.